# Christoffer Taxell
Lars Evald Christoffer Taxell (né le 14 février 1948 à Turku) est un directeur, ancien chancelier de l'Académie d'Åbo et homme politique finlandais.
En Finlande, il est connu comme l'éminence grise de la politique, de l'économie et de la culture suédophones,.

## Biographie
De 1990 à 2002, Christoffer Taxell est PDG de Partek et de 2005 à 2006, président de la Confédération des industries finlandaises. 
Il a aussi été président du conseil d'administration de Finnair et membre des conseils d'administration d'EVA, Boliden Borgsöe AB, Sampo, Luvata International Oy et de Nordkalk.

## Carrière politique
- Député du RKP pour la Circonscription de Finlande-Propre 27.9.1975–21.3.1991

- Ministre de la Justice (Koivisto II) 26.05.1979–18.02.1982
- Ministre de la Justice  (Sorsa III) 19.02.1982–05.05.1983
- Ministre de la Justice  (Sorsa IV) 06.05.1983–29.04.1987
- Ministre de l'Éducation et de la Culture (Holkeri) 30.04.1987–12.06.1990